# Антиєврейська бойова ліга Швеції
Антиєврейська бойова ліга Швеції (швед. Sveriges Antijudiska Kampförbund) — антисемітська політична організація в Швеції.
- Ця Ліга була заснована в 1941 році Ейнаром Обергом (швед. Einar Åberg).
- Пропагандистська діяльність пана Оберга призвела до прийняття закону, що забороняє розпалювання міжнаціональної ворожнечі. (швед. Lagen om hets mot folkgrupp).
- Пізніше організація була лише офіційно розпущена, але пан Оберг продовжив свою політичну діяльність.